# Schwarzer Weiher
Der Schwarze Weiher (im Volksmund Schwarzweiher genannt) liegt im Fichtelgebirge am Nordfuß des Rudolfsteins, etwa zwei Kilometer südöstlich der Stadt Bad Weißenstadt im Landkreis Wunsiedel im Fichtelgebirge. Das künstlich angelegte Staugewässer befindet sich in einem ehemaligen Zinnerz-Abbaugebiet, das von tiefen Schürfgräben und ausgedehnten Abraumhalden durchzogen ist.
Gespeist wird der Teich durch einen Wasserlauf, der am Nordhang des Rudolfsteins in einem ehemaligen Bergwerksstollen entspringt und zwischen Meierhof und der Staudenmühle von links in den Birkenbach mündet, der seinerseits bald nördlich und von rechts in die obere Eger fließt.
Über den Damm des Schwarzweihers führt ein alter Weg (jetzt Forststraße) von Meierhof nach Bad Weißenstadt. Auf dieser Wegeverbindung fuhren im Mittelalter die Seifner das Zinn aus den Vordorfer Zinnseifen mit Schubkarren zur Zinnschmelzhütte in Weißenstadt. Westlich und östlich des Weiherdammes befanden sich die Zinnseifen.

## Biotop
Bei dem Schwarzweiher und seinem Umgriff handelt es sich um ein ökologisch besonders wertvolles Areal. Neben der Wasserfläche besteht ein Übergangsmoor mit typischem Pflanzenbewuchs. Der Erlenbestand um den Weiher hat Feuchtwaldcharakter. Grundeigentümer ist der Fichtelgebirgsverein (FGV), der mit Fördermitteln der FGV-Naturschutzstiftung und des Naturparks Fichtelgebirge die schützenswerten Flächen im Jahr 2003 käuflich erworben hat. Der FGV-Ortsverein Franken hat die Betreuung und Pflege des Biotops übernommen.
Unterhalb des Schwarzweihers, östlich der genannten Forststraße, liegt das Schwarzweihermoor, ein Biotopweiher mit Übergangsmoor, das ebenfalls in einem Zinnbergbaugebiet liegt. Der FGV hat dieses schützenswerte Gebiet im Jahr 2010 erworben.

## Karten
- Topografische Karte des Bayerischen Landesvermessungsamtes Nr. 5937 Fichtelberg

1. 1 2 3  BayernAtlas der Bayerischen Staatsregierung (Hinweise)